# Hypena gonospilalis
Hypena gonospilalis là một loài bướm đêm trong họ Erebidae.

## Hình ảnh

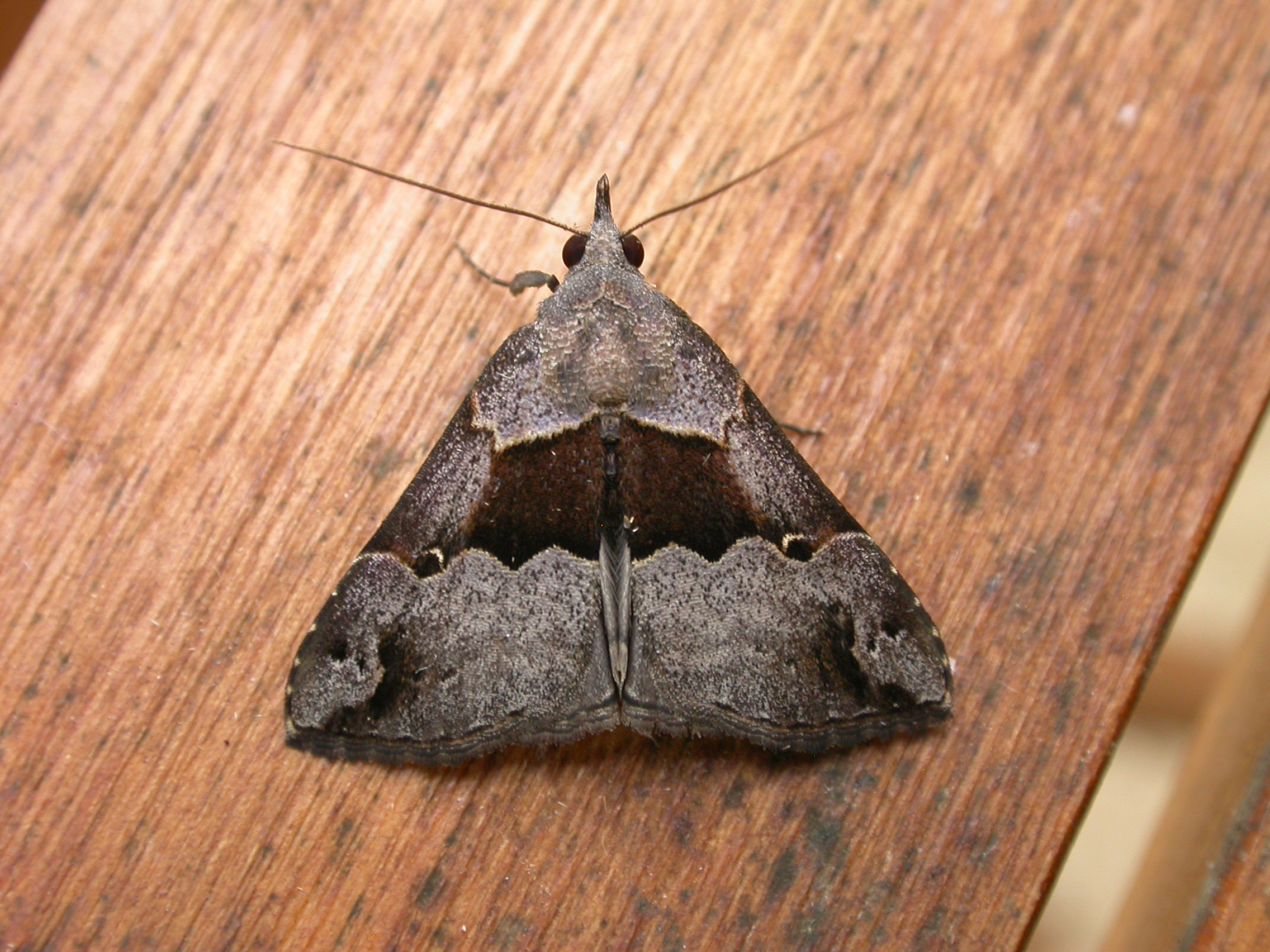
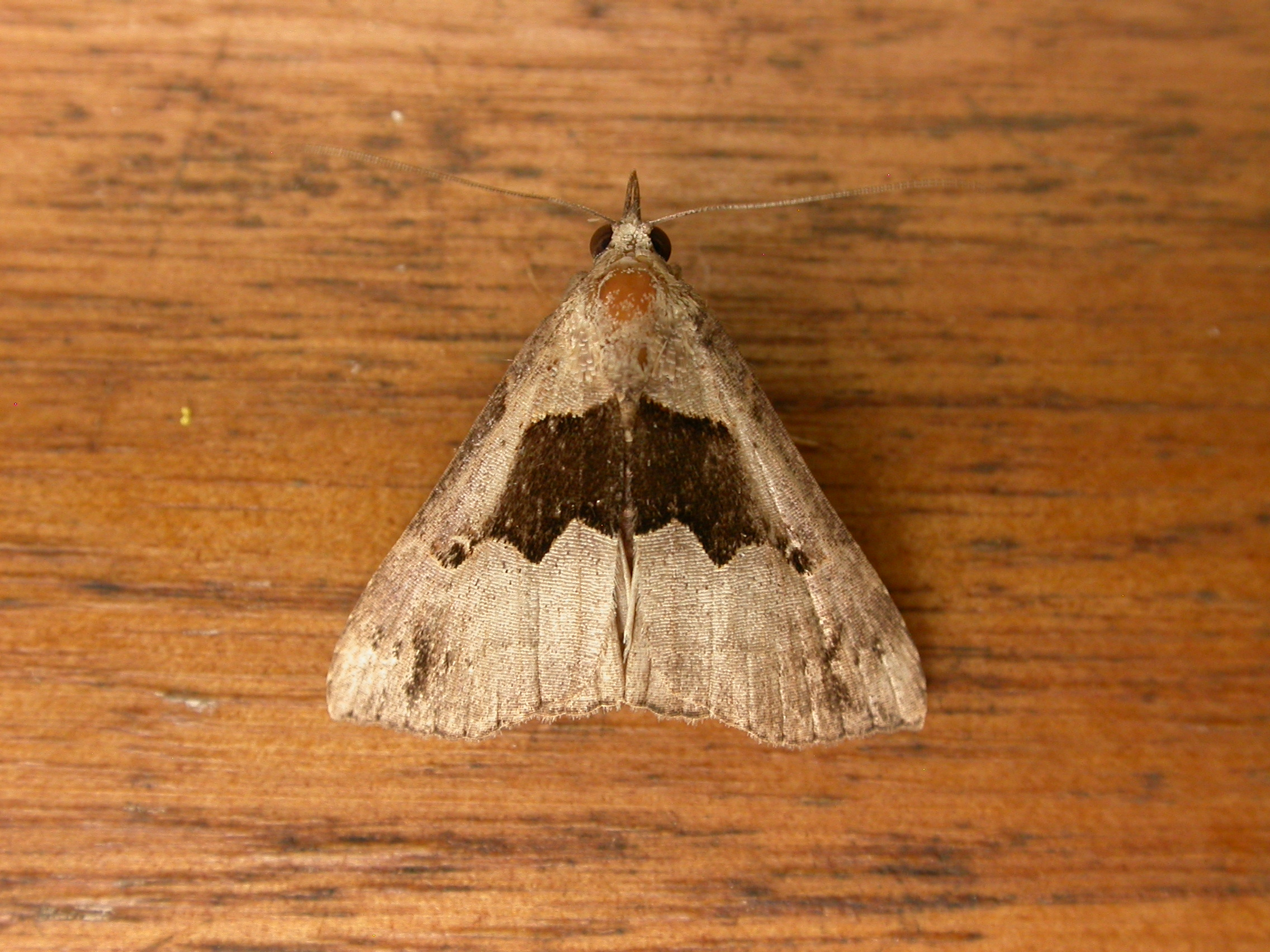